# Государственные символы Туркменистана
Государственные символы Республики Туркменистан — установленные конституционным законом отличительные знаки государства — Туркмении.
К государственным символам относятся:
- Государственный флаг Туркмении
- Государственный герб Туркмении
- Государственный гимн Туркмении

Город Ашхабад, как столица Туркмении, является местом нахождения оригинала текста Конституции Туркмении, эталонов Государственного Флага и Государственного Герба Туркмении.

## Государственный флаг Туркмении

Государственный флаг Туркмении

Флаг представляет собой прямоугольное зелёное полотнище с вертикально расположенной красно-бордовой полосой и пятью орнаментами у основания флага. Снизу этой полосы изображены оливковые ветви. Рядом с полосой у верхнего края флага — белый полумесяц и пять белых звёзд. Пять ковровых орнаментов (так называемых гёлей) туркменских племён: ахалтеке, йомут, салыр, човдур, эрсары, означают пять областей страны[1]. Каждый из гёлей обрамлен ковровым орнаментом, внешний край которого совмещен с краем полосы. В нижней части полосы изображены две пересекающиеся у оснований и направленные вверх в разные стороны оливковые ветви. Каждая состоит из десяти уменьшающихся к концам листьев, расположенных по парно, кроме нижнего и верхнего. На зелёной части в левом верхнем углу изображены полумесяц и пять пятиконечных звезд белого цвета. Пропорции ширины полотнища к его длине составляют один к полутора.

## Государственный герб Туркмении

Государственный герб Туркмении

Государственный герб Туркмении представляет собой восьмиконечную звезду зелёного цвета с жёлто-золотистой каймой, в который вписаны два круга голубого и красного цветов. Круги разделены между собой жёлто-золотистыми полосами одинаковой ширины. На зелёном фоне восьмигранника вокруг красного круга изображены основные элементы национального богатства и символики государства:
в нижней части — семь раскрытых пятистворчатых коробочек белого хлопка с зелёными листьями;
в средней части — колосья пшеницы жёлто-золотистого цвета, по два колоса с каждой стороны герба;
в верхней части — полумесяц с пятью пятиконечными звёздами белого цвета.
На кольцевой полосе красного круга размером в 2 диаметра голубого круга изображены по ходу часовой стрелки пять основных ковровых гёлей: ахалтеке, салыр, эрсары, човдур, йомут, которые символизируют дружбу и сплочённость туркменского народа.
В голубом круге изображён Янардаг — ахалтекинский конь первого и пожизненного Президента независимой и нейтральной Туркмении Сапармурата Туркменбаши, представитель классического образца ахалтекинской породы..

## Государственный гимн Туркмении
Мелодия гимна написана в 1997 году туркменским композитором Вели Мухатовым, слова принадлежат первому президенту Туркмении Сапармурату Ниязову. Гимн официально принят 27 сентября 1996 года.